# Euxoa sponsa
Euxoa sponsa är en fjärilsart som beskrevs av Smith 1887. Euxoa sponsa ingår i släktet Euxoa och familjen nattflyn. Inga underarter finns listade i Catalogue of Life.